# Pierre-Henri Xuereb
 (mai 2020).
Si vous disposez d'ouvrages ou d'articles de référence ou si vous connaissez des sites web de qualité traitant du thème abordé ici, merci de compléter l'article en donnant les références utiles à sa vérifiabilité et en les liant à la section « Notes et références ».
Pour les articles homonymes, voir Xuereb (patronyme).
Pierre-Henri Xuereb, né en 1959, est un altiste français, jouant également de la viole d'amour et du grand'alto (ou grand'viola).

## Biographie
Élève dans la classe de Serge Collot au Conservatoire national supérieur de musique de Paris, il obtient à l'âge de 16 ans un premier prix d'alto. Il part ensuite se perfectionner aux États-Unis auprès de Lillian Fuchs, William Primrose et Walter Trampler, à la Juilliard School ainsi qu'à l'Université de Boston où il obtient en 1982 le titre de Bachelor of Music cum laude.
Il devient, à l'âge de 21 ans, en 1980, alto solo de l'Ensemble intercontemporain dirigé par Pierre Boulez.
Il a joué sous la direction de Luciano Berio, Karlheinz Stockhausen, Daniel Barenboim, Claudio Abbado, Giuseppe Sinopoli, Michel Tabachnik...
Depuis 1989, il est professeur d'alto au Conservatoire de Paris et au Conservatoire Royal de musique de Liège (Belgique). Il donne également des master-classes un peu partout dans le monde (Chine, Japon, Corée, USA,...)
Il joue aussi de la viole d'amour ; son instrument a été  construit par le luthier hollandais Michiel de Hoog.
Il a aussi imaginé avec le luthier Friedrich Alber un alto à cinq cordes (les quatre habituelles do sol ré la plus le mi du violon) appelé grand'viola (instrument pour lequel Niccolo Paganini a écrit sa Sonata per la Grand Viola).
Il a réalisé plus de 70 CD pour Deutsche Grammophon, Harmonia Mundi, Talent, Harpandco, Calliope, Timpani...
Il a joué en soliste avec l'Ensemble Intercontemporain (Michael Gielen), l'Orchestre Symphonique de Tel Aviv, Israel Sinfonietta (Mendi Rodan), Orchestre PACA, Malta Philharmonic (Joseph Vella), Orchestre Philharmonique de Caracas (André Poulet), Victoria Symphony (Canada), Ensemble Contrechamps (Pascal Rophé), Ensemble BIT 20 (Norvège)...
Il a dirigé le Dusan Skovran orchestra (Belgrade), Caracas Chamber Orchestra...
Il est membre des jurys de grands concours internationaux : Concours Lionel Tertis (Isle of Man), Primrose Competition (USA ), Hradec Beethoven Competition (Tchéquie), Concours Postacchini (Italie), Concours de musique de chambre (Astana, Kazakhstan), Concours international de violon et d'alto (Avignon)...
Il est directeur artistique de "la fête de l'alto". 
Il est conseiller artistique de l'association AMDF basée dans le sud de la France (présidente : Pascaline Dallemagne), dont la mission est de développer les concerts de musique de chambre dans les villages et petites villes de la région.
Il a fondé en 2018 le "Primrose Ensemble" dont la spécificité est de toujours réunir sur scène plus d'altos que d'autres instruments présents. Le Primrose Ensemble sort son premier CD courant 2020 chez Continuo Classics, consacré  à Villa Lobos, Ponce, Torres Maiani.
Il a joué aux côtés de Janos Starker, Eugene Istomin, Arnold Steinhardt, Natalia Gutman, Oleg Kagan, Walter Trampler, Philippe Entremont, Bruno Rigutto, Jean-Claude Vanden Eynden, Jean-Louis Haguenauer, Régis Pasquier, Bruno Pasquier, Pierre Amoyal, Frédéric Lodéon, Dong-Suk Kang (en), Dejan Bogdanovic (en), Christophe Giovaninetti, Yibin Li, Philippe Graffin, Olivier Charlier, Annick Roussin, Philippe Muller, Patrick Gallois, Michel Lethiec, Stéphanie de Failly, Alain Meunier, Stéphane Demay, Gabriele Vianello, Yardani Torres Maiani...
Il a eu la joie de se produire avec les quatuors Talich, Fine Arts, Rosamonde, Parisii, Martinu, Artis, Audubon, Arriaga...
De nombreux compositeurs lui ont dédié leurs œuvres : Philippe Hersant, Philippe Schoeller, Klaus Huber, Vladimir Cosma, Alain Kremski, Giuliano D'Angiolini, Alessandro Sobiati, Ivane Bellocq, Vincent Beer-Demander, Claude Bolling, Bernard Boetto, Alain Bancquart, Alain Fourchotte, Philippe Manoury...
Il est membre de l'Académie de Lascours.